# Pulsatilla violacea
Pulsatilla violacea är en ranunkelväxtart. Pulsatilla violacea ingår i släktet pulsatillor, och familjen ranunkelväxter.

## Underarter
Arten delas in i följande underarter:
- P. v. armena
- P. v. georgica
- P. v. violacea